# Kelis Peduzine
Kelis Peduzine (21 de abril de 1983) é uma futebolista colombiana que atua como defensora.

## Carreira
Kelis Peduzine integrou do elenco da Seleção Colombiana de Futebol Feminino, nas Olimpíadas de 2012.